# کلرینت
کلرینت (انگلیسی: Clariant) شرکت صنایع شیمیایی سوئیسی است، که در سال ۱۹۹۵ تأسیس شد. دفتر مرکزی این شرکت در شهر موتانز قرار دارد و بخشی از سهام آن در بازار بورس سیکس سوئیس معامله می‌شود.